# Сук-эль-Арбаа-эль-Гарб
Сук-эль-Арбаа-эль-Гарб, ранее — Сук-эль-Арба-дю-Гарб (араб. سوق أربعاء الغرب‎) — город в Марокко, расположен в области Гарб-Шрарда-Бени-Хсен.

## Географическое положение
Центр города располагается на высоте 37 метров над уровнем моря.

## Демография
Население города по годам:
| 1994   | 2004   | 2012   |
| ------ | ------ | ------ |
| 37 216 | 43 392 | 48 362 |

## Транспорт
Ближайший аэропорт расположен в городе Бени-Малеке.